# Kuki-Čin
 Ovo je glavno značenje pojma Kuki-Čin. Za druga značenja pogledajte Kuki-Čin jezici.
Kuki-Čin, poveća grupa naroda i plemena iz Burme i Indije i dva predstavnika u Bangladešu, jezično svrstani široj skupini kuki-chin-naga, koja je ogranak tibetsko-burmanskih jezika i pripada velikoj kinesko-tibetskoj porodici. Kuki-Čin narodi dobivaju ime po glavnim plemenskim skupinama, Kuki i Čin (Chin), koji se dalje granaju na brojna plemena. Tradicionalno žive izolirano u malenim selima po džungli i bambusovim šumama koje ih opskrbljuju njihovim glavnim građevinskim materijalom. Svako selo predvođeno je vlastitim poglavicama. Bave se uzgojem riže, lovom, te držanjem svinja, bivola, koza i peradi. 

## Plemena
Aimol, Anal, Baite, Bangjogi (Bawmzo, bawm), Belalhut, Biate (Biete), Cha (Chakma), Changsan, Chawhte, Chawrai, Chhalya, Chinme, Chinbok, Chinpun, Chiru, Chongloi, Chongthu, Chothe, Darlong, Dawn, Dine, Doungel, Fanai, Fun, Gamalhou, Gangte, Guite, Hajango, Hangsing, Hanneng, Haokip (Haupit), Haolai, Hengna, Hmar, Hnamte, Hongsung, Hrangkhawl, (Rangkhol), Jangtei, Jongbe, Kaihpen, Kamhau, Kawm, Khareng, Khawchung, Khawlhring, Khawathlang (Khothalong), Khelma, Khephong, Khiangte, Kholhou, Khumi, Khyang (Asho, Khiang), Kipgen, Koireng (Koren, Kolren), Kom, Kuki, Kuntei, Lai (Haka Chin), Laifang, Lakher (Mara), Lamkang, Langrong, Lenghtang, Lentei, Lhanghal, Lhangum, Lhoujem, Lhouvum, Lhungdim, Lhungum, Lupheng, Lunkim, Lushai (Mizo, Lushei), Makan, Mangiel (Mangjol), Maring, Mate, Milhem, Miria, Misao, Mizel, Monsang, Moyon, M'ro (Khuami), Mualthum, Munn, Namte, Ngawn Chin, Paite (Paitu), Pangte, Pankhu (Pangkhua), Pante, Pawi, Pawite, Purum, Ralte, Rangchan, Rangkhol, Renthlei, Riang, Sairhem, Selnam, Shendus (Yindu), Simte, Singsit, Singson, Sitlhou, Siyin (Sizang), Sukte  (Sokte), Tarao, Tashon (Tlaisun), Thado, Thangluya, Thangngeu (Thangew), Tikhup, Tlau, Tloanglau, Touthang, Uibuh, Vaiphei, Vangchhia, Welaung, Zawngte, Zou, Zotung.

## Vanjske poveznice
- Language Family Trees Kuki-Chin
- Kuki, Chin and Lushai (Mizo) Reunification  Arhivirana inačica izvorne stranice od 7. listopada 2008. (Wayback Machine)